# Draadhooiwagen
De draadhooiwagen (Leiobunum rotundum) is een hooiwagen uit de familie Sclerosomatidae.
De vrouwtjes worden tot 6 mm groot, de mannetjes tot 3,5 mm. De poten worden tot 58 mm lang. De geslachten verschillen duidelijk van elkaar: het mannetje is roodachtig bruin, het vrouwtje is lichtbruin met wat donkerbruine vlekken en een zadelachtige vlek op het achterlijf. De poten zijn overwegend zwart. De langste poten zijn het tweede paar.